# Blütenspanner

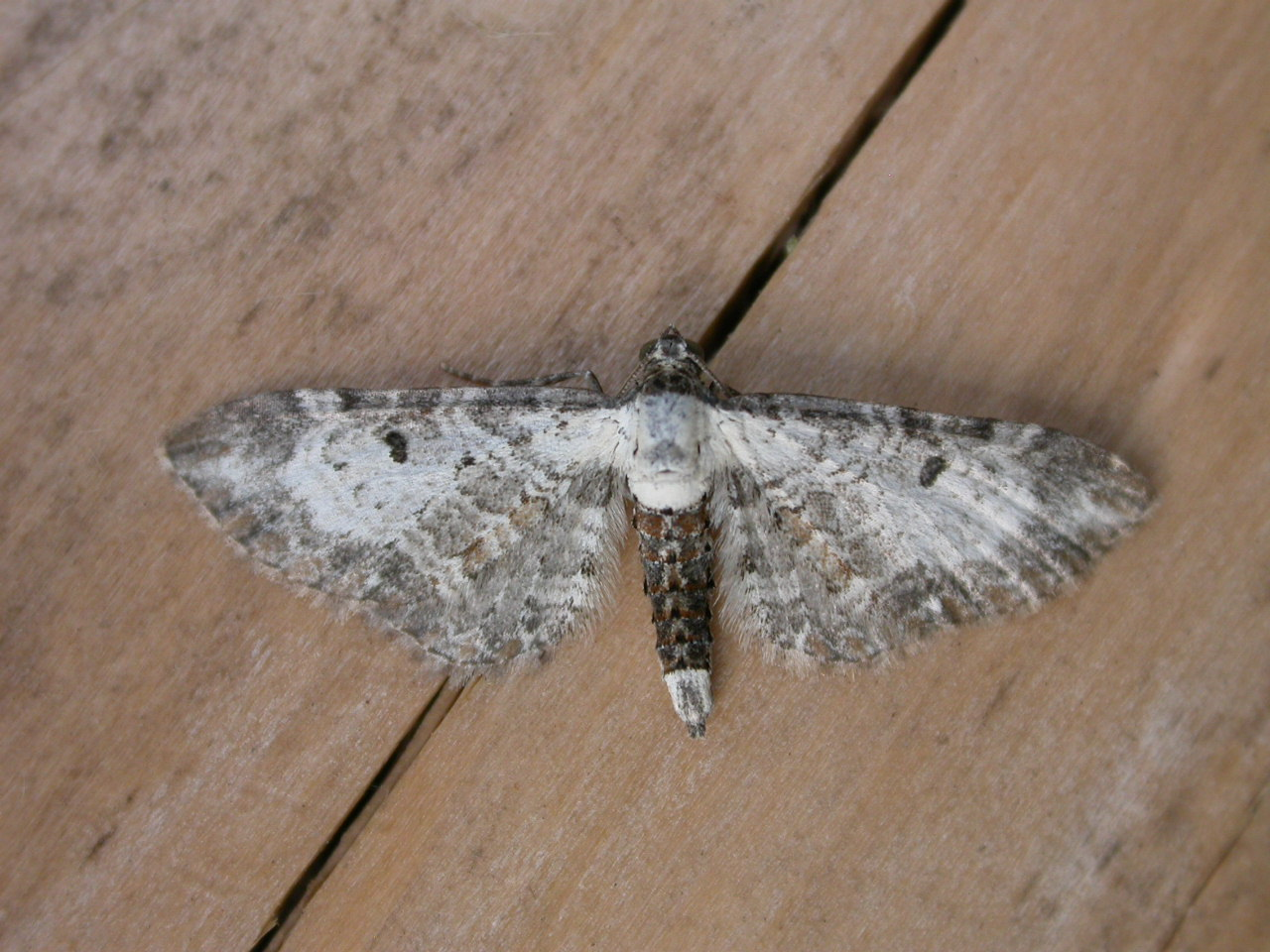
Beifuß-Blütenspanner (Eupithecia succenturiata) in der für viele Blütenspanner-Arten typischen Ruhestellung

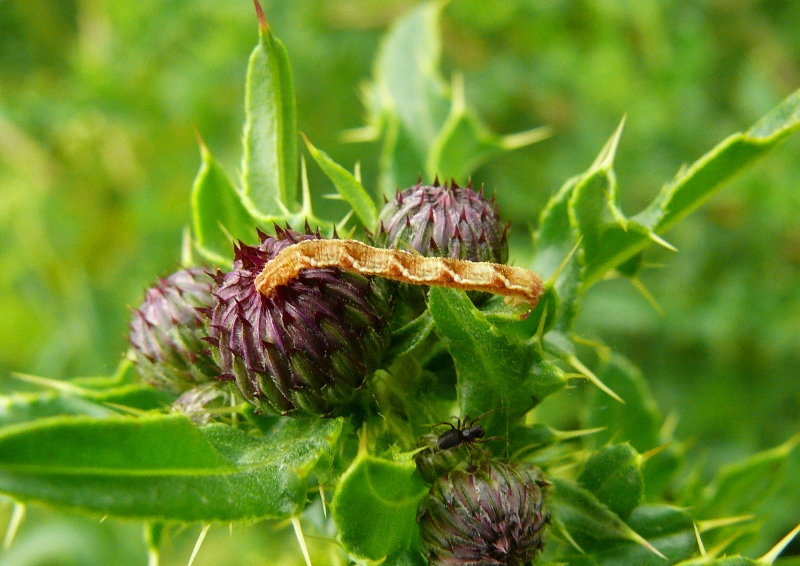
Raupe des Goldruten-Blütenspanners (Eupithecia virgaureata)

Die Blütenspanner (Eupithecia) sind eine Gattung von Schmetterlingen aus der Familie der Spanner (Geometridae). Die Typusart der Gattung ist Phalaena absinthiata Clerck, 1759.

## Merkmale
Zur Zeichnung der Vorderflügel zählen normalerweise etwas undeutliche basale, antemediale und postmediale Querlinien. Die Postmediallinie ist in der Nähe der Costalader häufig nicht zweifach scharf geknickt. Die Diskalflecke sind meist deutlich ausgebildet. Auf den Vorderflügeln ist die Ader R1 lang und verschmilzt nicht mit der Ader Sc. Die Areole kann mit Queradern versehen sein. Auf den Hinterflügeln entspringen die Adern M3 und CuA1 getrennt von der Zelle. Die Hintertibien haben zwei paar Sporne.
Bei den Männchen ist der Uncus in der Regel membranös. Basal ist er am breitesten und an der Spitze sklerotisiert, hakenartig und zugespitzt. Es können ein oder zwei Spitzen ausgebildet sein. Bei einigen Arten ist der Uncus vollständig membranös und spatelförmig. Die Valven sind hinsichtlich ihrer Größe und Form variabel und haben häufig die Form eines Orangensegments. Bei einigen Arten sind ventrale Fortsätze ausgebildet. Die Juxta ist transversal am breitesten, oval oder nierenförmig und besitzt an der Spitze zwei schmale apikale Loben. Die Vesica des Aedeagus ist mit einem oder mehreren verschieden geformten Cornuti versehen. Diese können eine hornförmige, röhrenförmige, gezähnte oder flache und gewundene Form haben und manchmal mit einem Fleck kleiner Nadeln versehen sein. Das Sternum A8 ist meist an der Basis am breitesten und hat an der Basis eine seichte Vertiefung. Diese hat innerhalb einer Art eine gleichbleibende Form, bei einigen Arten kann sie aber auch leicht variabel sein.
Bei den Weibchen ist die Bursa copulatrix membranös bis stark sklerotisiert. Die Größe und Form ist variabel und bei einigen Arten kann an der Basis ein membranöses Diverticulum (eine sackförmige Ausstülpung) vorhanden sein. Die Bursa copulatrix kann mit einer Anzahl Signa versehen sein, deren Lage variabel ist. Das Colliculum ist gut entwickelt und sklerotisiert. Es ist kragen- oder plattenförmig. Die Lamella antevaginalis fehlt. Die Sporne der vorderen Apophysen sind entweder markant und haben einen vergrößerten Apex, oder sie sind reduziert.
Die Falter sind durch sehr schmale Flügel gekennzeichnet. Die Flügelspannweite der meist sehr kleinen Falter bewegt sich in der Regel zwischen 12 und 28 Millimetern. In Ruheposition werden die Flügel gestreckt, nahezu rechtwinklig oder schwach angewinkelt gestellt, wobei die Hinterflügel ganz oder teilweise hinter den Vorderflügeln versteckt werden.
Die Raupen  sind überwiegend schlank und ernähren sich bei den meisten Arten von den Blüten und Früchten der Nahrungspflanzen. Deshalb ist für die Gattung der deutsche Name Blütenspanner gebräuchlich.

## Systematik
Zur Gattung Eupithecia zählen weltweit mehr als 1300 Arten, von denen 139 auch in Europa vertreten sind. Eupithecia ist damit die artenreichste Gattung der Spanner und eine der artenreichsten Gattungen der Schmetterlinge. Die folgende Liste beschränkt sich auf die europäischen Arten.
- Eupithecia abbreviata Stephens, 1831
- Eupithecia abietaria (Goeze, 1781)
- Eupithecia absinthiata (Clerck, 1759)
- Eupithecia actaeata Walderdorff, 1869
- Eupithecia addictata Dietze, 1908
- Eupithecia alliaria Staudinger, 1870
- Eupithecia analoga Djakonov, 1926
- Eupithecia antalica Mironov, 2001
- Eupithecia assimilata Doubleday, 1856
- Eupithecia barteli Dietze, 1908
- Eupithecia biornata Christoph, 1867
- Eupithecia boryata (Rebel, 1906)
- Eupithecia breviculata (Donzel, 1837)
- Eupithecia carpophagata Staudinger, 1871
- Eupithecia cauchiata (Duponchel, 1831)
- Eupithecia centaureata (Denis & Schiffermüller, 1775)
- Eupithecia cerussaria (Lederer, 1855)
- Eupithecia chalikophila Wehrli, 1926
- Eupithecia cocciferata Millière, 1864
- Eupithecia conterminata (Lienig, 1846)
- Eupithecia cooptata Dietze, 1903
- Eupithecia cretaceata (Packard, 1874)
- Eupithecia cuculliaria (Rebel, 1901)
- Eupithecia denotata (Hübner, 1813)
- Eupithecia denticulata (Treitschke, 1828)
- Eupithecia dissertata (Püngeler, 1905)
- Eupithecia distinctaria Herrich-Schäffer, 1848
- Eupithecia dodoneata Guenée, 1858
- Eupithecia druentiata Dietze, 1902
- Eupithecia dubiosa Dietze, 1910
- Eupithecia egenaria Herrich-Schäffer, 1848
- Eupithecia ericeata (Rambur, 1833)
- Eupithecia exiguata (Hübner, 1813)
- Eupithecia expallidata Doubleday, 1856
- Eupithecia extensaria (Freyer, 1844)
- Eupithecia extraversaria Herrich-Schäffer, 1852
- Eupithecia extremata (Fabricius, 1787)
- Eupithecia fennoscandica Knaben, 1949
- Eupithecia fuscicostata Christoph, 1887
- Eupithecia gelidata Moschler, 1860
- Eupithecia gemellata Herrich-Schäffer, 1861
- Eupithecia gomerensis (Rebel, 1917)
- Eupithecia graphata (Treitschke, 1828)
- Eupithecia gratiosata Herrich-Schäffer, 1861
- Eupithecia groenblomi Urbahn, 1969
- Eupithecia gueneata Millière, 1862
- Eupithecia haworthiata Doubleday, 1856
- Eupithecia icterata (de Villers, 1789)
- Eupithecia immundata (Lienig, 1846)
- Eupithecia impurata (Hübner, 1813)
- Eupithecia indigata (Hübner, 1813)
- Eupithecia innotata (Hufnagel, 1767)
- Eupithecia insigniata (Hübner, 1790)
- Eupithecia intricata (Zetterstedt, 1839)
- Eupithecia inturbata (Hübner, 1817)
- Eupithecia irriguata (Hübner, 1813)
- Eupithecia karadaghensis Mironov, 1988
- Eupithecia lanceata (Hübner, 1825)
- Eupithecia laquaearia Herrich-Schäffer, 1848
- Eupithecia lariciata (Freyer, 1841)
- Eupithecia latipennata Prout, 1914
- Eupithecia lentiscata Mabille, 1869
- Eupithecia liguriata Millière, 1884
- Eupithecia limbata Staudinger, 1879
- Eupithecia linariata (Denis & Schiffermüller, 1775)
- Eupithecia marginata Staudinger, 1892
- Eupithecia maspalomae Pinker, 1961
- Eupithecia massiliata Millière, 1865
- Eupithecia mekrana Brandt, 1941
- Eupithecia millefoliata Rossler, 1866
- Eupithecia minusculata Alpheraky, 1882
- Eupithecia moecha Dietze, 1902
- Eupithecia mystica Dietze, 1910
- Eupithecia nachadira Brandt, 1941
- Eupithecia nanata (Hübner, 1813)
- Eupithecia ochridata Schütze & Pinker, 1968
- Eupithecia ogilviata (Warren, 1905)
- Eupithecia orana Dietze, 1913
- Eupithecia orphnata W. Petersen, 1909
- Eupithecia oxycedrata (Rambur, 1833)
- Eupithecia pantellata Millière, 1875
- Eupithecia pauxillaria Boisduval, 1840
- Eupithecia pernotata Guenée, 1858
- Eupithecia phoeniceata (Rambur, 1834)
- Eupithecia pimpinellata (Hübner, 1813)
- Eupithecia plumbeolata (Haworth, 1809)
- Eupithecia poecilata Püngeler, 1888
- Eupithecia praealta Wehrli, 1926
- Eupithecia pulchellata Stephens, 1831
- Eupithecia pusillata (Denis & Schiffermüller, 1775)
- Eupithecia pygmaeata (Hübner, 1799)
- Eupithecia pyreneata Mabille, 1871
- Eupithecia quercetica Prout, 1938
- Eupithecia reisserata Pinker, 1976
- Eupithecia repentina Vojnits & de Laever, 1978
- Eupithecia riparia Herrich-Schäffer, 1851
- Eupithecia rosai Pinker, 1962
- Eupithecia rosmarinata Dardoin & Millière, 1865
- Eupithecia santolinata Mabille, 1871
- Eupithecia sardoa Dietze, 1910
- Eupithecia satyrata (Hübner, 1813)
- Eupithecia scalptata Christoph, 1885
- Eupithecia schiefereri Bohatsch, 1893
- Eupithecia schuetzeata Pinker, 1961
- Eupithecia scopariata (Rambur, 1833)
- Eupithecia selinata Herrich-Schäffer, 1861
- Eupithecia semigraphata Bruand, 1850
- Eupithecia senorita Mironov, 2003
- Eupithecia silenata Assmann, 1848
- Eupithecia silenicolata Mabille, 1867
- Eupithecia simpliciata (Haworth, 1809)
- Eupithecia sinuosaria (Eversmann, 1848)
- Eupithecia spadiceata Zerny, 1933
- Eupithecia spissilineata (Metzner, 1846)
- Eupithecia stertzi (Rebel, 1911)
- Eupithecia subfuscata (Haworth, 1809)
- Eupithecia suboxydata Staudinger, 1897
- Eupithecia subumbrata (Denis & Schiffermüller, 1775)
- Eupithecia succenturiata (Linnaeus, 1758)
- Eupithecia sutiliata Christoph, 1876
- Eupithecia tantillaria Boisduval, 1840
- Eupithecia tenerifensis (Rebel, 1906)
- Eupithecia tenuiata (Hübner, 1813)
- Eupithecia thalictrata (Püngeler, 1902)
- Eupithecia thurnerata Schütze, 1958
- Eupithecia tripunctaria Herrich-Schäffer, 1852
- Eupithecia trisignaria Herrich-Schäffer, 1848
- Eupithecia ultimaria Boisduval, 1840
- Eupithecia undata (Freyer, 1840)
- Eupithecia unedonata Mabille, 1868
- Eupithecia unitaria Herrich-Schäffer, 1852
- Eupithecia usbeca Viidalepp, 1992
- Eupithecia valerianata (Hübner, 1813)
- Eupithecia variostrigata Alpheraky, 1876
- Eupithecia venosata (Fabricius, 1787)
- Eupithecia veratraria Herrich-Schäffer, 1848
- Eupithecia virgaureata Doubleday, 1861
- Eupithecia vulgata (Haworth, 1809)
- Eupithecia weissi Prout, 1938

## Belege
1. 1 2 3  Vladimir Mironov: The Geometrid Moths of the World. In: Axel Hausmann (Hrsg.): The Geometrid Moths of Europe. 1. Auflage. Volume 4: Larentiinae II. Perizomini and Eupitheciini. Apollo Books, Stenstrup 2003, ISBN 87-88757-40-4, S. 72 (englisch).
2. ↑  Malcolm J. Scoble: Geometrid moths of the world. A catalogue (Lepidoptera: Geometridae). Apollo Books, Stenstrup 1999, ISBN 0-643-06304-8
3. 1 2  Eupithecia bei Fauna Europaea. Abgerufen am 24. August 2012